# Kōji Kumeta
Kōji Kumeta (jap. 久米田 康治, Kumeta Kōji; * 5. September 1967 in der Präfektur Kanagawa, Japan) ist ein japanischer Manga-Zeichner.

## Werdegang
Er arbeitete eine Zeit lang als Assistent beim Mangaka Mitsuru Adachi. 1990 gewann er bei einem Nachwuchswettbewerb des Shōgakukan-Verlages mit Yuke!! Nangoku Ice Hockey-Bu. Dieses preisgekrönte Werk wurde 1991 schließlich zu einer Serie ausgebaut und von da an im Manga-Magazin Shōnen Sunday veröffentlicht. An dieser Gag-Manga-Serie arbeitete er noch bis 1996. Yuke!! Nankoku Ice Hockey-Bu wurde nach der Magazinveröffentlichung auch in 23 Büchern herausgegeben.
Auch das restliche Werk des Zeichners besteht aus humoristischen Gag-Manga. Von 1996 bis 1997 erschien im Shōnen Sunday seine Serie Taiyō no Senshi Pokapoka. Mit einem Umfang von 26 Büchern noch länger als Yuke!! Nankoku Ice Hockey-Bu ist Katte ni Kaizō, ein Comic, an dem Kumeta von 1998 bis 2004 für Shōnen Sunday zeichnete. In diesem Manga steht ein siebzehnjähriger Oberschüler im Vordergrund, der glaubt, alles um ihn herum habe mit Alieninvasionen und anderem Übernatürlichen zu tun.
2005 wechselte Kumeta zum Kōdansha-Verlag, in dessen Shōnen Magazine er von da an die Serie Sayonara Zetsubō Sensei veröffentlichte. In dieser geht es um einen äußerst pessimistischen Lehrer und seinen Schulalltag. Sayonara Zetsubō Sensei gewann 2007 den Kōdansha-Manga-Preis in der Kategorie Shōnen und wurde als Anime-Fernsehserie mit mehreren Fortsetzungen umgesetzt. Der Manga wurde auch ins Chinesische, Englische, Französische und Koreanische übersetzt. Nach Abschluss von Zetsubō Sensei 2012 folgte mit Kakushigoto von 2015 bis 2020 seine nächste längere Serie, die auch als Fernsehserie umgesetzt wurde. Sie erzählt von einem alleinerziehenden Vater, der seiner von ihm verhätschelten Tochter mit allen Mitteln verheimlicht, dass er beruflich erotische Mangas zeichnet.
Der Comiczeichner Kenjirō Hata war bei ihm als Assistent angestellt.

## Werke
- Yuke!! Nangoku Ice Hockey-Bu (行け!!南国アイスホッケー部, 1991–1996, 23 Bände)
- Taiyō no Senshi Pokapoka (太陽の戦士ポカポカ, 1996–1997)
- Katte ni Kaizō (かってに改蔵, 1998–2004, 26 Bände)
- Sayonara Zetsubō Sensei (さよなら絶望先生, 2005–2012, 30 Bände)
- Joshiraku (じょしらく, 2009–2013, 9 Bände)
- Sekkachi Hakushaku to Jikan Dorobō (せっかち伯爵と時間どろぼう, 2013–2015, 6 Bände)
- Studio Pulp (スタジオパルプ, 2015)
- Kakushigoto (かくしごと, 2015–2020, 12 Bände)
- Nan kuru Nee-san (なんくる姉さん, 2016–2020, 5 Bände)
- Shibuya Near Family (シブヤニアファミリー, seit 2021)